# Antichrist (Band)
Antichrist ist eine schwedische Thrash-Metal-Band aus Växjö. Sie wurde im Jahr 2005 gegründet und veröffentlichte 2011 ihr Debütalbum Forbidden World bei dem deutschen Musiklabel High Roller Records.

## Geschichte
Die Band spielte in den Jahren 2009 und 2010 die beiden Demoaufnahmen Crushing Metal Tape und Put to Death mit jeweils drei Liedern ein, die sie jeweils selbst als Kompaktkassette veröffentlichte und damit im Untergrund für Aufsehen sorgte. Im Anschluss daran spielte die Band auf einigen kleinen Metal-Festivals wie dem Muskelrock in Alvesta, dem Hell’s Pleasure Metal Festival in Pößneck und dem Raging Death Date in Neustadt an der Orla. Im Jahr 2011 veröffentlichte die Band die bisherigen Lieder erneut als Demo-Kompilation und spielte das Debütalbum Forbidden World ein, welches im Oktober bei High Roller Records erschien. Sie sind damit Labelkollegen von Ambush, die ebenfalls aus Växjö stammen.

## Diskografie
- 2009: Crushing Metal Tape (Demoaufnahme, Eigenveröffentlichung)
- 2010: Put to Death (Demoaufnahme, Eigenveröffentlichung)
- 2011: Crushing Metal Tape / Put to Death (Demo-Kompilation, Eigenveröffentlichung)
- 2011: Forbidden World (High Roller Records)

## Stil
Die Band spielt Thrash Metal, der mit deutschen Bands wie Hellish Crossfire, Tormentor (die späteren Kreator), Iron Angel und Violent Force verglichen wurde, die Gitarrenarbeit erinnert teilweise an Bewitched. Daneben weisen einige Lieder der Band Einflüsse aus dem klassischen Heavy Metal auf, darunter das achtminütige Instrumental Minotaur. Gabriel Forslund bezeichnete Antichrist darüber hinaus auch als von den „Sounds aus den Sechzigern und Siebzigern“ beeinflusst. Der Gesang von Anton Sunesson wurde mit Mille Petrozza und Tom Araya verglichen.